# Tilișca (gmina)
Tilișca – gmina w Rumunii, w okręgu Sybin. Obejmuje miejscowości Rod i Tilișca. W 2011 roku liczyła 1574 mieszkańców.